# Werner Meier (Politiker)
Werner Meier (* 1. Oktober 1916 in Göschenen, Kanton Uri, Schweiz; † 16. Mai 2007 in Allmendingen bei Bern) war ein Schweizer Politiker (SP) und Gewerkschafter.

## Leben
Werner Meier war der Sohn des Stationsvorstandes der SBB in Göschenen am Nordportal des Gotthardtunnels. Er wurde selbst zunächst SBB-Stationsbeamter im Tessin, in der Deutschschweiz und in der Romandie.
Meier war von 1972 bis 1981 Präsident des Schweizerischen Eisenbahnerverbands (SEV). Zudem war er Präsident des Förderverbandes des Personals öffentlicher Verwaltungen und Betriebe (FöV). Ausserdem war er Vizepräsident des Verwaltungsrats der Schweizerischen Bundesbahnen und Vorstandsmitglied des Schweizerischen Gewerkschaftsbundes (SGB).
Meier war von 1960 bis 1969 SP-Gemeinderat in Köniz und 1970 bis 1973 Berner Grossrat.
Von 1975 bis 1983 vertrat Meier die Sozialdemokratische Partei (SP) im Nationalrat.
Er verstarb nach langer Krankheit. Werner Meier war Bürger von Obergösgen, Kanton Solothurn.

## Kunst
Werner Meier hatte neben seinem politischen und sozialen Engagement noch eine weitere starke Seite: bereits als junger Mann widmete er sich leidenschaftlich der Malerei. 1943 begegnete er in Lugano dem Maler Giuseppe Foglia, der nach dem Betrachten seiner Bilder zum Besuch der Kunstakademie riet. Meier aber folgte seinem inneren Drang zum Kampf für soziale Gerechtigkeit und verfolgte weiterhin seine Ziele in Beruf und Politik.
Der Malerei ist er aber treu geblieben. Unzählige Bilder entstanden, zahlreiche Ausstellungen – viele davon durch die Galerie Varia, die seine Frau in ihrem Haus in Allmendingen führte – zeugen von unglaublicher Schaffenskraft. Laut seinem Sohn hat der oft die Nacht zum Tag gemacht, um seiner Leidenschaft zu frönen.